# بيت رأس (إربد)

مخطط مدينة بيت رأس والمناطق المجاورة

بيت راس إحدى مناطق محافظة إربد في الأردن. تقع هذه البلدة إلى الشمال من مدينة إربد وقد أقيمت على أنقاض مدينة كابيتولياس الرومانية القديمة التي تقع على مرتفع يشرف على سهل حوران في الشمال والهضبة الشمالية من الأردن. تقوم مساكن المدينة على أنقاض البلدة القديمة واستعملت حجارتها لبناء هذه المساكن. وقد كانت بيت راس إحدى مدن حلف الديكابولس لذلك تشتهر بكثرة الآثار الرومانية فيها.

## التسمية
تتكون كلمة بيت رأس من شقين الأول بيت ويعني مكان السكن والإقامة، والثاني رأس ويعني الشيء المرتفع أو العالي، فيصبح معناها السكن في المكان المرتفع (الشامي 2004: 11).
ويذكر ياقوت الحموي أن بيت رأس لغوياً تعني العيش في المرتفعات، حيث أن بيت يعني منزل، أما رأس فيعني أعلى ارتفاع البلدة، وقد تم التعرف على معاصر العنب في الجهة الجنوبية، وهذا يؤكد شهرة بيت رأس بصناعة الخمور (الحموي 1955).
ويورد البكري أن بيت رأس سميت كابيتولياس خلال العصر الروماني، وكلمة كابيتو تعني رأس وهي أعلى نقطة في جسم الإنسان، ولياس تعني المنزل، ويقول البكري:
من بيت رأس عتقت في الختام شج بصهباء لها سورة
يولى عليها فرط عام فعام عتقها دهرا رجاء برها (البكري 1947).
كانت بيت رأس إحدى مدن حلف الديكابولس الروماني؛ حيث يعتقد بأنها تأسست في حكم تراجان 97/98م، وأطلق عليها اسم المدينة جديدة "جوبتير كابيتوليانس Gupiter Capitolinus"" نسبة للمعبد الرئيسي في المدينة والذي ظهر على المسكوكات (Piccirillo 1978: 96- 107).

## تاريخ
بيت راس هي واحدة من المدن العشر المكونة لحلف الديكابولس المدرجة من قبل بلينيوس الأكبر.
يذكر البلاذري أن المدينة دخلت في الإسلام بدون قتال إبان الفتح الإسلامي لبلاد الشام (البلاذري 1978).
و يرد ذكر المدينة بيت رأس في شعر شاعر الرسول- صلى الله عليه وسلم- ويقول حسان بن ثابت:
كأن سبيئة من بيت رأس يكون مزاجها عسل وماء (ثابت1974).
الاسم العربي: بيت رأس، الاسم الكلاسيكي: CAPITOLIAS، الاسم اليوناني: KAПІГФΛІАС. Rosenberger 1978)).
كما ويرد ذكر المدينة في لائحة المؤرخ الروماني بطليموس باسم كلبيتولياس ضمن مدن حلف الديكابولس الرومانية العشرة (Jones 1937).
زار المدينة عدد من الرحالة والرواد أمثال سيتزن وبكنجهام وميرل ومتمان وشيري لينزن ومكويتي وشومخر الذي قام بإعداد المخططات لبعض المناطق المهمة في المدينة حسب اعتقاده بين عامين 1878- 1879م، وقد أشار إلى منطقة رأس التل، وأظهر أن المدينة كانت محاطة بسور (Schumacher 1889). وأثناء تنقيبات شيري لنزن في المنطقة خلصت إلى أن هذا الجدار هو جزء من سور المدينة (كبيتولياس الرومانية) (Lenzen,et al 1985:180)، وقد أدراجها نلسون جلوك ضمن عملية المسح الأثري التي قام بها لمواقع شرقي الأردن عام 1951م.
و في عام 1999م قامت دائرة الآثار الأردنية بالكشف عن باقي العناصر المعمارية والحضارية في الموقع لدلالة على عظمة المدينة في تلك الآونة (كراسنة وفياض 2005: 39).
وكانت تشتهر بصناعه النبيذ.

منظر عام لبيت رأس

ودليل ذلك انه تغنى بها عدد من الشعراء الكبار من امثال حسان
بن ثابت وامرؤ القيس وعنترة بن شداد
أُرخت المدينة بناءً على قطع المسكوكات والكسر الفخارية التي تم العثور عليها في أكثر من منطقة في المدينة سواء من المدافن أو معاصر العنب والزيتون أو المسرح، وبناءً على المسكوكات التي أرخت إلى 165- 166م. وقد كانت هذه الفترة بداية سك المسكوكات في المدن. ولكن يعتقد أنها بنيت في فترة حكم تراجان 97/98م (Piccirillo 1978: 96- 107)، وقد زاد من ازدهار المدينة وقوعها على الطريق التجاري المعروف باسم "طريق تراجان"، وكانت تشكل مع المدن الرومانية الأخرى حلف مدن العشر المعروف باسم «حلف الديكابولس»، ومع إنشاء الولاية العربية عام 106م خضعت بيت رأس إلى فلسطين إدارياً في القرن الثاني الميلادي كغيرها من المدن الأخرى في المنطقة. وقد أعيد استخدام المدينة في العصور اللاحقة البيزنطية والإسلامية، ولا تزال بيت رأس مسكونة وعامرة بالحياة حتى هذا اليوم (الشامي 2003: 93).

## الجغرافيا

مخطط المسرح

### المناخ
تقع بيت رأس على مرتفع مشكلة هضبة، وتحيطها الوديان من الجهات الأربعة. يسود المنطقة مناخ البحر الأبيض المتوسط المعتدل شتاءاً الحار صيفاً. وتتميز التربة في المنطقة بأنها تربة صالحة لزراعة وخصبة وتنتشر في المنطقة زراعة الزيتون والعنب وغيرها.

المسرح

### الموقع والمساحة
تقع بيت رأس على مرتفع مشكلة هضبة إلى الشمال من مدينة إربد وهي ملاصقة لها تماماً، وتحيطها الوديان من الجهات الأربعة. وتتربع على هضبة مرتفعة تعد من أعلى مناطق محافظة إربد، إذ ترتفع عن سطح البحر 650 متر (الشامي 2004: 11).

## السكان
بلغ عدد سكان بيت راس 40871 نسمة وذلك وفقا لتعداد السكان والمساكن لعام 2015.

البرج الغربي

## السياحة والمعالم
- الكنائس.
- المسرح، يتميّز بضخامته ويحتوي على أبراج تحصينية تعود لعهد الدولة الأموية.
- المدافن الرومانية والبيزنطية والتي تحتوي على رسومات جدارية فريسكو ولوحات فسيفسائية.
- معاصر العنب والزيتون.
- ويذكر أن في بيت رأس أبرشية (أسقف) تعود للفترة البيزنطية (خوري 1990: 118).

### الكنائس
شهدت بيت رأس ازدهاراً في فترة الامبراطورية البيزنطية وقد تمثلت بالمجمع الكنسي في نيقيا عام 325م وكالكيدون عام 451م (Lenzen & Mcquitty 1989، ولقد حضر قسيسوها تلك المجامع الكنسية.

#### كنيسة عطروز
أنشئ البناء على المخطط البازيليكي Aid، وهو عبارة عن كنيسة مكونة من صالة وسطى وجناحين وأرضياتها مزخرفة بالفسيفساء (قاقيش 2007: 316).

الجدر الشمالي والذي تظهر فيه البوابات لدخول الممثلين

#### الكنيسة الشمالية
كشفت الحفريات في موقع عن الكنيسة، وعن قطع رخامية من ألواح وأعمدة حاجز الهيكل، وقد نقش على أحد الألواح (باليونانية) التالي: «أبناء أركاديوس» وتشير على الأرجح لمتبرعين (قاقيش 2007: 366).
ويبدو أن هذه الكنيسة ليس لها مخطط محدد النمط المتبع في بناء الكنائس في العهد البيزنطي والأموي (قاقيش 2007: 365).

المنصة ولكن ما زال العمل جاري فيها

#### كنيسة قرب الجامع
أنشئ البناء على المخطط البازيليكي (Aid) وهو يتشكل من صالة وسطى وجناحين، لقد تم الكشف عن محرابين إحداهما رئيسي، وتوقع المنقبين وجود محراب ثالث.
و قد قام بناء الكنيسة على بناء قديم مؤرخ إلى القرن الثالث الميلادي، ولكن بناء على ما تم العثور عليه في الكنيسة من معثورات وقطع فخارية فقد أرخت إلى منتصف القرن الخامس الميلادي (قاقيش 2007: 220- 221).

### المسرح
تميز المسرح بعمارته الفريدة مع وجود أبراج تحصينية وهو الأول على هذه الشاكلة في المنطقة، وجاء فن البناء بعمارة الواجهة الرئيسية للبناء (واجهة المسرح الشمالية)، والتي تضم سبع بوابات، وهذه البوابة تبين العنصر الأقدم وهو العصر الروماني والذي يؤرخ إلى القرن الثاني الميلادي، ثم أضيف لاحقا الجدار الداعم الذي شيد أمام الواجهة الرئيسية وملاصق لها ويغلق مداخلها بالكامل، ويعود للفترة الرومانية المتأخرة إذ تم الإبقاء على مدخل في الجدار الداعم يوازي المدخل الرئيسي وبنفس المسافة بعرض 2.10، ومساوي لبوابة الواجهة الرئيسية وبنفس البوابة المركزية للمسرح وبقي المدخل مفتوحا لفترة ما ثم أعيد إغلاقه (الشامي 2002: 68)، وكانت مادة البناء المستخدمة في بناء المسرح مكونة من الحجر الجيري والبازلتي، وتم استخدام نظام الأقبية في التسقيف وقد ادخل الخشب في عملية البناء (الشامي 2003: 98- 99).
العناصر المعمارية الرئيسية للمسرح:

بوابة دخول الجمهور

1. غرفة تغيير الملابس (Scaena): وتقع في الجزء الخلفي للمسرح، وهما عبارة عن غرفتين يربط بينهما ممر طويل بعرض 2م وله 6 مداخل ثلاثة في الجدار الشمالي تطل إلى الخارج، وثلاثة في جدار الجنوبي تطل على المنصة.
2. المنصة (Stage): وهي المنطقة المطلة على المدرج، ويبدو أنها كانت مسقوفة بالخشب، وقد احتوت على قبوين شمالي وغربي.

1. الأوركسترا (Orchestra): تفصل المنصة عن المدرج، شكلها نصف دائري وفيها ممران غربي وشرقي ويؤديان إلى خارج المسرح ومن الجهتين كانا يستعملان لدخول وخروج المشاهدين.

1. المدرج (Cavea): وهو الجزء المخصص للمشاهدين، وقد جاء هذا الجزء على مستويين هما Imma Cavea و Summa Cavea، وقد حفر الجزء السفلي بالصخر حيث اعتمد الميلان الطبيعي للأرض في بنائه، والجزء العلوي والذي رفع على عدد من الأقبية الموزعة على امتداد المنطقة للحصول على الارتفاع المناسب لبناء هذا الجزء، حيث استخدم لذلك ثمانية أقبية نصف دائرية مطلة إلى داخل المسرح لكل قبو مدخلان داخلي وخارجي وعلى جانب كل منهما درجان صاعدان.

المدرج

1. الممر (Praecinctio): يفصل ما بين المستوى الأول من المدرج والمستوى الثاني، بعرض 160سم، ويطل عليه مداخل أقبية المستوى الثاني والأدراج الصاعدة إلى الجزء العلوي من المدرج.
2. الشرفة العلوية: توجد في أعلى المسرح وتلتف حوله بعرض 2.5م.
3. أبراج المراقبة: للمسرح برجان للمراقبة يوجد الأول في الزاوية الشمالية الشرقية والثاني في الزاوية الشمالية الغربية، وكل برج مربع الشكل أبعاده 3*3م، وبداخله أدراج حجرية، يعتقد أن هذه الأبراج تستعمل للمراقبة.
4. النفق: محفور في الصخر بارتفاع 1.70م وبعرض 80سم وبطول 19.50م، ويمتد من منتصف المنصة باتجاه الشمال إلى خارج المسرح (كراسنة وفياض2005: 41- 43).

النفق الأراضي

### المدافن
شهدت المدينة ازدهاراً في القرنين الثاني والثالث الميلاديين، وقد كشف فيها عن مدافن رومانية إحداها مقطوع في الصخر، ملون ومزين برسومات جدارية رائعة. وغالباً ما ترجع هذه القبور للقرنين الثاني والثالث الميلاديين، وتم الكشف أيضاً عن مدافن بيزنطية ومعصرة زيتون داخل كهف يؤرخ إلى القرن الخامس الميلادي، كما وينتشر في البلدة آبار المياه (Lenzen & Mcquitty 1988).
و قد زينت جدران المدافن برسومات جدارية يظهر فيها أخيل البطل اليوناني في حرب طروادة وهو يطارد عدوه هكتور ملك طروادة خارج أسوار المدينة، وقد كتب اسم المدينة بالون الأحمر (ADAJ 1983).

## قائمة المراجع والمصادر العربية
البلاذري، أبو الحسن أحمد بن يحيى. 1978؛ فتوح البلدان، تحرير: رضوان محمد، بيروت: دار الكتب العلمية.
البكري، أبو عبيد الله. 1947؛ معجم ما استعجم، القاهرة: مطبوعات لجنة التأليف والنشر.
ثابت، حسان.1974؛ ديوانه، تحرير: حنفي وحسنين كامل، القاهرة: دن.
الحموي، ياقوت. 1955؛ معجم البلدان، بيروت: دار صادر.
خوري، ميسون.1990؛ الأرضيات الفسيفسائية في كنيسة اليصيلة: دراسة مقارنه مع بعض ارضيات الكنائس في شمال الأردن، رسالة ماجستير غير منشورة، إربد: جامعة اليرموك.
الشامي، أحمد. 2002؛ مشروع التنقيبات الأثرية في بيت رأس- إربد موسم 2002، حولية دائرة الأثار العامة، المجلد 46، ص: 61- 69.
الشامي، أحمد. 2003؛ مشروع التنقيبات الأثرية في بيت رأس- إربد موسم 2002 تقرير أولي، حولية دائرة الأثار العامة، المجلد 47، ص: 93- 104.
الشامي، أحمد. 2004؛ مشروع التنقيبات الأثرية في بيت رأس موسم 2002 تقرير أولي، حولية دائرة الأثار العامة، المجلد 48، ص: 11- 22.
قاقيش، رندة. 2007؛ عمارة الكنائس وملحقاتها في الأردن في العهدين البيزنطي والأموي، عمان: دار ورد.
كراسنة، وجيه وفياض، سلامة. 2005؛ مسرح بيت راس الأثري، حولية دائرة الأثار العامة، المجلد 49، ص: 39- 45.

## وصلات خارجية
- دليل إربد
- أخبار إربد